# Gornja Ploča
Gornja Ploča is een plaats in de gemeente Lovinac in de Kroatische provincie Lika-Senj. De plaats telt 22 inwoners (2001).